# Marc Majà i Guiu
Marc Majà i Guiu (Miralcamp, Pla d'Urgell, 11 de desembre de 1981) és un sacerdot catòlic català, rector del Seminari Major de Solsona i vicari general del Bisbat de Solsona.
Fou ordenat prevere pel bisbe Jaume Traserra el 30 de desembre de 2007 a la catedral de Solsona. Durant la seva activitat pastoral, s'ha ocupat de les parròquies de Berga des de l'any 2012, Espinalbet, Llinars, Cercs, Fígols, Sant Jordi, Sant Corneli, La Nou de Berguedà, Malanyeu, Avià, L'Espunyola, El Cint, Capolat, Montmajor, Correà, La Valldan i Sisquer.
L'agost del 2020 el bisbe de Solsona Xavier Novell el nomenà rector del Seminari Major de Solsona, Consiliari de la Delegació de Joventut i Consiliari de l’Escola d’Evangelització Sant Andreu. Al mateix temps, fou adscrit a la parròquia de Nostra Senyora de la Mercè de Solsona. El setembre d'aquest mateix any Majà rep el nomenament de vicari general del Bisbat de Solsona.